# Delta Aquilae
Delta Aquilae (δ Aql) ist der fünfthellste Stern im Sternbild Adler. Zusammen mit Eta Aquilae und Theta Aquilae bildet er eine Sternenkette, welche die Araber al-Mizān nannten. Früher gehörte Delta Aquilae auch zum 1800 abgeschafften Sternbild Antinoos, das in der Antike zur Ehrung des jung verstorbenen  gleichnamigen Lieblings des römischen Kaisers Hadrian eingeführt wurde.
Delta Aquilae besitzt eine scheinbare Helligkeit von 3,40 mag und ist mit einer Entfernung von 50 Lichtjahren ein relativ naher Stern. Er wird als Unterriese der Spektralklasse F0 klassifiziert, doch im Widerspruch dazu ergeben Berechnungen nach Sternentwicklungsmodellen, dass er erst etwas mehr als die Hälfte seiner Lebensdauer auf der Hauptreihe verbracht hat und damit noch lange ein Zwergstern sein wird.

## Veränderlicher mit kleinen Begleitern?
Möglicherweise ist Delta Aquilae ein Mehrfachstern. Schwankungen in seinem Spektrum ließen vermuten, dass er ein spektroskopischer Doppelstern mit einer Periode von nur 3,77 Stunden sei. Doch scheinen diese Variationen nach neueren Forschungen eher durch geringfügige Pulsationen verursacht zu sein. Demnach könnte Delta Aquilae ein  Pulsationsveränderlicher vom Typ Delta Scuti sein, der aber nur sehr geringe Helligkeitsschwankungen von 0,003 mag aufweist.
Außerdem wurde Delta Aquilae für einen astrometrischen Doppelstern gehalten; d. h. der Begleiter ist nicht in Teleskopen sichtbar, sondern seine Existenz kann nur aus regelmäßigen Schwingungen der Eigenbewegung des Hauptsterns erschlossen werden. Der Begleiter soll Delta Aquilae in 3,422 Jahren und einer Entfernung von 0,9 AE umrunden. Da diese Zahlen aber nicht mit der berechneten Masse von Delta Aquilae in Einklang zu bringen sind, ist die Existenz dieses kleinen Begleiters zweifelhaft.
Schließlich verzeichnen Sternkatalogen noch einen weiteren lichtschwachen Begleiter von 10,9 mag in einem Winkelabstand von 108,9″ zu Delta Aquilae. Da man aber beobachtete, dass sich die beiden Sterne innerhalb von 81 Jahren um weitere 14″ voneinander entfernten und dieser Wert für eine gravitative Bindung viel zu hoch ist, handelt es sich nur um einen  optischen Doppelstern: beide Sterne stehen von der Erde aus gesehen nur zufällig nahe beieinander, in Wirklichkeit aber weit hintereinander.